# Lijst van talen in Indonesië/Volgens totaal aantal sprekers
Dit is een lijst van talen in Indonesië volgens het totaal aantal sprekers, d.i. over de hele wereld.
1. Mandarijn - 873 014 298
2. Arabisch - 206 000 000 (alle variëteiten)
3. Portugees - 177 457 180
4. Javaans - 75 508 300
5. Kantonees - 54 810 598
6. Zuidelijk Min - 46 227 965
7. Hakka - 29 937 959
8. Soendanees - 27 000 000
9. Nederlands - 23 370 777
10. Indonesisch - 23 143 354
11. Maleis - 17 604 253
12. Madoerees - 13 694 900
13. Mindong - 9 103 157
14. Oeigoers - 7 601 431
15. Minangkabaus - 6 530 000
16. Bandjarees - 5 900 000
17. Balinees - 3 900 000
18. Buginees - 3 500 000
19. Balinees Maleis - 3 151 162
20. Atjees - 3 000 000
21. Betawi - 2 700 000
22. Sasak - 2 100 000
23. Batak Toba - 2 000 000
24. Makassaars Maleis - 1 876 548
25. Makassaars - 1 600 000
26. Lampung - 1 500 000
27. Batak Dairi, Batak Simalungun - 1 200 000
28. Tausug - 1 022 000
29. Rejang - 1 000 000
30. Gorontalo, Mongondow - 900 000
31. Jambi-Maleis - 890 000
32. Manado-Maleis - 850 000
33. Ngaju - 800 000
34. Batak Angkola - 750 000
35. Abung, Komering, Noord-Moluks Maleis - 700 000
36. Batak Karo - 600 000
37. Uab Meto - 586 000
38. Malayisch Dayak - 520 000
39. Tenggerees, Palembang, Bimanees, Manggarai, Toraja-Sa'dan - 500 000
40. Osing - 481 852
41. Nias - 480 000
42. Tetun - 450 000
43. Ibaans - 415 000
44. Musi - 403 000
45. Batak Mandailing, Pasemah, Zuidelijk Pesisir, Pubiaans - 400 000
46. Kerinci - 325 000
47. Ogaans, Soembawarees - 300 000
48. Lewotobi - 289 357
49. Tolaki - 281 000
50. Sangir - 255 000
51. West-Cham - 253 100
52. Tae' - 250 000
53. Ambonees Maleis - 245 020
54. Kamberaas - 234 574
55. Ledo-Kaili - 233 500
56. Muna - 227 000
57. Serawai - 225 000
58. Tenggarong Kutai-Maleis - 210 000
59. Kupang-Maleis, Mandar - 200 000
60. Gayo, Westelijk Dani - 180 000
61. Sika - 175 000
62. Kendajaans, Ma'anjan, Lematang, Rawas, Lamaholot, Hoogland-Konjo, Tontemboaans - 150 000
63. Lionees, Tukang Besi Zuid - 130 000
64. Kust-Konjo - 125 000
65. Tukang Besi Noord - 120 000
66. Savoenees - 110 000
67. Pamona - 106 000
68. Semendo - 105 000
69. Bakumpai, Lawangan, Selako, Simeulue, Ekari, Banggai, Mamasa - 100 000
70. Duri - 95 000
71. Indonesisch Bajau, Selayar, Tonsea - 90 000
72. Endenees - 87 000
73. Keiees - 85 000
74. Kota Bangun Kutai-Maleis, Batak Alas-Kluet, Tondano - 80 000
75. Galela - 79 000
76. Buol - 75 000
77. Kust-Saluaans - 74 000
78. Enim, Lintang - 70 000
79. Wadjewaas - 65 000
80. Siang, Ranau, Ngadha, Mamuju, Talaud, Tombulu - 60 000
81. Landdajaks - 57 619
82. Bengkulu - 55 000
83. Bukit-Maleis, Tunjung, Lembak, Mentawai, Sindang Kelingi, Fordata, Amarasi, Bunak, Kemak, Nage, Midden-Grote Vallei-Dani, Enrekang, Maiwa - 50 000
84. Tagal Murut - 48 054
85. Benyadu', Djongkang, Kahayaans, Katingaans, Kembayaans, Ribun, Sanggau, Kayu Agung - 45 000
86. Lauje - 44 000
87. Ternate - 42 000
88. Ke'o, Kodisch - 40 000
89. Moronene - 37 000
90. Geser-Gorom - 36 500
91. Keninjal, Da'a-Kaili - 35 000
92. Bukar Sadong - 34 600
93. Wolio - 34 529
94. Boeroe - 32 980
95. Adang - 31 814
96. Krui - 31 687
97. Ahe, Ampanang, Semandang, Lubu, Pekal, Kedang, Termanu, Biaks, Sentani, Balantak, Campalagiaans, Ratahaans, Toala', Tomini, Ulumanda' - 30 000
98. Biatah - 29 703
99. Tobelo - 27 720
100. Tidore - 26 000
101. Dohoi, Lundayeh, Yamdena, Alor, Lambojaas, Bentong, Totoli - 25 000
102. Tidong - 24 882
103. Bambam, Kaidipang, Kulisusu, Wawonii - 22 000
104. Bungku - 21 500
105. Kangeaans - 21 209
106. Peranakan-Indonesisch, Dusun Deyah, Berau-Maleis, Seberuang, Tawoyaans, Kaur, Penesak, Sikule, Kisar, Oost-Makiaans, Sula, Dengka, Lole, Tii, Lager-Grote Vallei-Dani, Opper-Grote Vallei-Dani, Mai Brat, Moni, Bolango, Unde-Kaili, Tonsawang, Uma - 20 000
107. Lara' - 19 603
108. Tulehu - 18 843
109. Haruku - 18 219
110. Luang, Ngalum - 18 000
111. Alune - 17 243
112. Basap, Teluti - 17 000
113. Adonara - 16 967
114. Kamang - 16 522
115. Mori Atas, Mori Bawah - 16 098
116. Abui, Mamboru, Hatam - 16 000
117. Hitu - 15 965
118. Modang - 15 300
119. Bolongaans, Loloda, Tabaru, Angguruk-Yali, Cia-Cia, Pancana - 15 000
120. Meyah - 14 783
121. Anakalangu, Helong, Riung, Damal - 14 000
122. Dondo - 13 000
123. Larike-Wakasihu - 12 557
124. West-Makiaans, Sawai, Manikion, Aralle-Tabulahaans, Kalumpang, Tajio - 12 000
125. Lisela - 11 922
126. Nalca - 11 092
127. Blagar, Bantik - 11 000
128. Kepo' - 10 605
129. Patani - 10 583
130. Ninia-Yali - 10 500
131. Dampelas - 10 300
132. Saparuaans - 10 216
133. Seit-Kaitetu - 10 171
134. Ambai - 10 053
135. Embaloh, Mualang, Kubu, Lamma, Laura, Paluees, Ringgou, So'a, Wanukaka, Kayagar, Nduga, Tehit, Yaqay, Bada, Suwawa - 10 000
136. Ketengbaans - 9 968
137. Sembakung Murut - 9 847
138. Bonerate - 9 500
139. Zuid-Awyu - 9 340
140. Nyadu, Casuarinakust-Asmat, Pannei - 9 000
141. Asilulu - 8 756
142. Kohin, Dobel, Selaru, Citak, Kamoro, Korupun-Sela, Moskona, Noord-Muyu, Besoa, Rampi - 8 000
143. Kola - 7 700
144. Letinees, Sahu, Centraal Awyu - 7 500
145. Manombai - 7 475
146. Mangole - 7 275
147. Mahakam-Kenyah, Manusela, Bilba, Dela-Oenale, Centraal Asmat, Marind, Mpur, Wano - 7 000
148. Maba - 6 617
149. Luhu, Asue-Awyu - 6 500
150. West-Tarangaans - 6 478
151. Sungkai - 6 363
152. Tamaans - 6 214
153. Ninggerum - 6 146
154. Burusu, Kayanrivier-Kenyah, Putoh, Sajau Basap, Kelon, Waropen, Yawa, Bintauna, Napu, Padoe - 6 000
155. Ambelau - 5 700
156. Iha, Moma - 5 500
157. Badui, Dusun Witu, Dhao, Kula, Oostelijk Ngadha, Tewa, Karon Dori, Silimo, Wandamen, Wolani, Pasvallei-Yali, Lolak, Malimpung, Rahambuu, Seko Padang, Wotu - 5 000
158. Okolod - 4 971
159. Noord-Wemale - 4 929
160. Salemaans - 4 800
161. Ansus, Moi - 4 600
162. Taliabu - 4 518
163. Dusun Malang, Bobot - 4 500
164. Barakai - 4 300
165. Rajong - 4 242
166. Bekati', Watubela, Irarutu, Kombai, Ma'ya, Zuid-Muyu, Una, Waris, Sarudu - 4 000
167. Kabola - 3 900
168. Laha - 3 894
169. Edera-Awyu - 3 870
170. Batuley - 3 840
171. Oost-Tarangaans - 3 784
172. Tabla - 3 750
173. Zuid-Wemale - 3 726
174. Wersing, Kokoda - 3 700
175. Banda-Maleis - 3 690
176. Paku, Bati, Sawi, Tamagario - 3 500
177. Zuidoost-Babar - 3 323
178. Pagu - 3 309
179. Mairasi - 3 300
180. Kalabra - 3 287
181. Boano (Molukken) - 3 240
182. Bahau, Balaesang, Pendau - 3 200
183. Kur - 3 181
184. Busang-Kayaans, Banda, Liana-Seti, Waioli, Sawila, Abun, Aghu, Eipomek, Hupla, Kimaama, Nggem, Wambon, Ponosakaans - 3 000
185. Gane, Bian-Marind - 2 900
186. Seluwasaans - 2 839
187. Oost-Damar - 2 800
188. Boano (Celebes) - 2 700
189. Gebe - 2 651
190. Aoheng - 2 630
191. Sepa - 2 600
192. Tugutil - 2 588
193. Buli - 2 524
194. Bacanees Maleis, Barapasi, Gresi, Kemtuik, Kwerba, Nipsaans, Seko Tengah - 2 500
195. Jair-Awyu, Kosarek-Yale - 2 300
196. Horuru, Wae Rana - 2 242
197. Balinese Gebarentaal - 2 200
198. Kurudu - 2 180
199. Kahumamahon-Saluaans - 2 142
200. Latu - 2 134
201. Rembong, Rongga - 2 121
202. Kayanrivier-Kayaans, Punan Tubu, Segai, Laba, Modole, Serua, Anasi, Yaosakor-Asmat, Kwesten, Mandobo Bawah, Momuna, Nimboraans, Pom, Kamaru, Lasalimu, Lemolang, Lindu, Topoiyo - 2 000
203. Sa'ban - 1 959
204. Lisabata-Nuniali - 1 830
205. Nila, Isirawa - 1 800
206. Kelabit - 1 747
207. Roma, Yalahataans, Marau, Andio - 1 700
208. Dera - 1 687
209. Nafri - 1 630
210. Orya - 1 600
211. Kamberau - 1 570
212. Mendalam-Kayaans, Bahaurivier-Kenyah, Noord-Babar, Dawera-Daweloor, Gamkonora, Manipa, Zuid-Nuaulu, Noord-Awyu, Bauzi, Kemberano, Wabo, Walak, Bobongko, Dakka, Kaimbulawa, Kodeoha - 1 500
213. Bakung-Kenyah - 1 485
214. Ili'uun - 1 400
215. Nedebang - 1 379
216. Kayaans Mahakam, Demta, Woi - 1 300
217. Hamap - 1 294
218. Matbat - 1 250
219. Oirata - 1 221
220. Sowanda - 1 212
221. Kelinyau-Kenyah, Te'un, Tugun, Berik, Mekwei, Ndom, Seget, Serui-Laut, Yetfa - 1 200
222. Teor, Baham, Emumu, Riantana, Roon, Suabo, Tombelala - 1 100
223. Tela-Masbuar - 1 050
224. Selungai Murut - 1 009
225. Hovongaans, Wahau-Kenyah, Gorap, Masiwang, Kafoa, Airoraans, Arandai, Noord-Asmat, Atohwaim, Buruwai, Dem, Edopi, Iwur, Mandobo Atas, Moraid, Semimi, Sempaans, Sobei, Kioko - 1 000
226. Ujir - 975
227. Karey - 950
228. Duvle - 933
229. Manem, Yei, Panasuaans - 900
230. Wanggom - 875
231. Bukitaans - 862
232. West-Masela - 850
233. Lola - 830
234. Dai - 808
235. West-Damar, Tereweng, Munggui, Sikaritai, Laiyolo - 800
236. Enggano, Busami, Kais, Mor (Mor-Eilanden), Nakai, Puragi, Skou - 700
237. Mawes - 693
238. Talur - 675
239. Opperbaram-Kenyah - 636
240. Koba, Bonggo, Iau, Kaburi, Kawe, Kowiai, Maden, Papuma, Warembori, Sedoa, Tomadino - 600
241. Eritai, Lepki - 530
242. Oost-Masela - 519
243. Centraal Masela - 511
244. Wahau-Kayaans, Kereho-Uheng, Kaibobo, Noord-Nuaulu, Betaf, Konda, Kuri, Nisa, Onin, Ormu, Taikat, Tanahmerah, Tsakwambo, Tunggare, Yahadiaans, Busoa, Kalao, Koroni, Taloki, Talondo' - 500
245. Imroing, Kaure, Sekar - 450; Demisa - 400 à 500
246. Loncong, Elpaputih - 424
247. Kao - 403
248. Bukat, Kauwera, Kopkaka, Papasena, Samarokena, Wakde, Yelmek - 400
249. Mariri - 390
250. Punan Aput - 370
251. Benggoi, Kadai, Auye, Awyi, Fayu, Kimki, Tobati, Yaur, Yeretuar, Taje, Waru, Tringgus - 350
252. Kompane - 330
253. Serili - 328
254. Lorang - 325
255. Huaulu, Abinomn, Bagusa, Biga, Elseng, Komyandaret, Kwerba Mamberamo, Mlap, Saweru, Tarpia, Tause, Trimuris, Waigeo, Warkay-Bipim, Wauyai - 300
256. Tamnim-Citak - 290
257. Perai - 278
258. Emplawas, Biritai, Burmeso, Dao, Kirikiri, Kosadle, Legenyem, Meoswar, Mombum, Sause, Uruangnirin, Yamna, Baras, Kumbewaha - 250
259. Foau - 232
260. As - 230
261. Kaiy - 220
262. Punan Merap, Sara, Dabe, Erokwanas, Koneraw, Masimasi, Molof, Momina, Podena, Rasawa, Wares, Yarsun, Yoke, Bahonsuai - 200
263. Bedoanas, Keder - 180
264. Yafi - 175
265. Aputai, Arguni, Ngkâlmpw-Kanum, Waritai - 150
266. Taworta - 140
267. Punan Merah - 137
268. Maklew, Obokuitai - 120
269. Towei - 115
270. Dubu - 110
271. Awbono, Bayono, Burate, Diuwe, Sota-Kanum, Karas, Ketum, Kofei, Noord-Korowai, Kwer, Liki, Sauri, Senggi, Tefaro - 100
272. Tofanma - 90
273. Doutai - 70 à 100; Mer, Tangko - 85; Narau - 80 à 90
274. Itik, Smärky-Kanum - 80
275. Liabuku - 75
276. Anus, Awera, Iresim, Budong-Budong - 70
277. Amahai, Paulohi, Salas, Kayupulau, Morori - 50
278. Burumakok, Maremgi - 40
279. Ibu - 35; Kapori - 30 à 40
280. Duriankere - 30
281. Kehu, Massep - 25; Mor (Momberai) - 20 à 30
282. Loun, Dusner, Kembra, Mander, Usku - 20
283. Kwerisa - 15 à 20
284. Hoti, Hulung, Kamariaans, Nusa Laut, Piru, Bädi-Kanum - 10
285. Lom - 2 à 10
286. Woria - 5 à 6
287. Naka'ela - 5
288. Saponi - 4 à 5
289. Bonerif - 4
290. Lengilu - 3 à 4
291. Kayeli - 3
292. Tandia - 2
293. Hukumina, Mapia - 1
294. Moksela, Palumata, Ternateño - 0

Onbekend: Indonesische Gebarentaal, Petjo, Ile Ape, Lamalera, Lamatuka, Zuid-Lembata, West-Lembata, Levuka, Lewo Eleng, Retta, Iha-Gebaseerd Pidgin, Murkim, Onin-Gebaseerd Pidgin